# Tournoi de tennis de Hangzhou
Le tournoi de Hangzhou est un tournoi de tennis professionnel masculin du circuit ATP, classé en catégorie ATP 250, qui se joue sur dur.
Il est organisé pour la première fois en 2024 en remplacement du tournoi de Zhuhai, la même semaine que le tournoi de Chengdu.
Le Croate Marin Čilić remporte cette première édition en simple en battant en finale Zhang Zhizhen. Il s'agit de son 21e titre ATP en simple et son premier depuis 2021. En entamant ce tournoi à la 777e place, il devient le joueur le plus mal classé à gagner un tournoi ATP (depuis 1990), détrônant l'Australien Lleyton Hewitt, vainqueur à Adélaïde en 1998 alors qu'il est 550e mondial.

## Palmarès messieurs

### Simple
| No | Date       | Nom et lieu du tournoi  | Catégorie | Dotation    | Surface    | Vainqueur   | Finaliste     | Score      |         |
| -- | ---------- | ----------------------- | --------- | ----------- | ---------- | ----------- | ------------- | ---------- | ------- |
| 1  | 18-09-2024 | Hangzhou Open, Hangzhou | ATP 250   | 1 000 630 $ | Dur (ext.) | Marin Čilić | Zhang Zhizhen | 7-65, 7-65 | Tableau |

### Double
| No | Date       | Nom et lieu du tournoi  | Catégorie | Dotation    | Surface    | Vainqueurs                                   | Finalistes                         | Score             |         |
| -- | ---------- | ----------------------- | --------- | ----------- | ---------- | -------------------------------------------- | ---------------------------------- | ----------------- | ------- |
| 1  | 18-09-2024 | Hangzhou Open, Hangzhou | ATP 250   | 1 000 630 $ | Dur (ext.) | Jeevan Nedunchezhiyan Vijay Sundar Prashanth | Constantin Frantzen Hendrik Jebens | 4-6, 7-65, [10-7] | Tableau |